# 弗拉泰島 (斯喬爾萬迪灣)
弗拉泰島是冰島的島嶼，位於該國北部斯喬爾萬迪灣海域，距離胡薩維克8.7公里，長2.5公里、寬1.7公里，面積2.8平方公里，最高點海拔高度20米，島上無人居住。

## 外部連結
- General information about Flatey island.

66°09′54″N 17°51′35″W / 66.16500°N 17.85972°W